# 延長 (日本)
延長（923年5月29日－931年5月16日）是日本的年號。這平安時代之日本天皇是醍醐天皇、朱雀天皇。

## 改元
- 延喜二十三年閏四月十一（923年5月29日） ：改元。
- 延長九年四月廿六（931年5月16日） ：改元承平。

## 出處
- 《昭明文選》

## 大事記
延長九年清涼殿落雷事件

## 逝世
延長八年九月二十九日醍醐天皇

## 紀年、干支、西曆對照表
| 延長 | 元年  | 二年  | 三年  | 四年  | 五年  | 六年  | 七年  | 八年  | 九年  |
| 公元 | 923年 | 924年 | 925年 | 926年 | 927年 | 928年 | 929年 | 930年 | 931年 |
| 干支 | 癸未  | 甲申  | 乙酉  | 丙戌  | 丁亥  | 戊子  | 己丑  | 庚寅  | 辛卯  |